# Javier Adrián Baena
Javier Adrián Baena (Boulogne Sur Mer, San Isidro, Capital Federal, Argentina, 5 de abril de 1968) es un exfutbolista y actual entrenador argentino, jugaba como defensor y su club de origen fue el Platense, aunque su único paso por el exterior, fue cuando jugó en el Colo-Colo de Chile, con el cual fue campeón del torneo chileno en 1993.

## Clubes
| Club                      | País      | Año       |
| ------------------------- | --------- | --------- |
| Platense                  | Argentina | 1988-1993 |
| Colo-Colo                 | Chile     | 1993-1994 |
| Mandiyú                   | Argentina | 1994-1995 |
| Banfield                  | Argentina | 1996-1999 |
| Deportivo Morón           | Argentina | 1999-2000 |
| Estudiantes de Río Cuarto | Argentina | 2000-2001 |
| Excursionistas            | Argentina | 2001-2002 |

## Palmarés
| Torneo          | Club      | País  | Año  |
| --------------- | --------- | ----- | ---- |
| Torneo Nacional | Colo-Colo | Chile | 1993 |
| Copa Chile      | Colo-Colo | Chile | 1994 |